# Rosa ×avrayensis
Rosa ×avrayensis is een nothospecies uit het geslacht roos (Rosa). Het betreft een hybride tussen egelantier (Rosa rubiginosa) en viltroos (Rosa tomentosa).

## Determinatie
Rosa ×avrayensis is een struikvormende plant die een hoogte kan bereiken van 1–2,5 m. De takken zijn bezet met stekels; deze zijn hoofzakelijk slank en recht, maar sommige ook hakig gebogen. De onderzijden van de bladeren zijn bezet met twee verschillende typen klieren. Het ene type is zittend en grotendeels verborgen tussen de beharing (zoals bij viltroos); het andere type is kort gesteeld en komt talrijk en verspreid over het hele blad voor (zoals bij egelantier). Bij wrijving over de bladeren is een zeer lichte appelgeur te ruiken. De bloemen zijn wit tot rozewit van kleur. De vruchten betreffen rozenbottels. De bottels zijn ongelijk in grootte en kelkstand. Per struik sterven verscheidene bottels vaak al vroegtijdig af. De kelk kan steil omhoog gericht zijn tot aan de bottelrijping, maar ook afstaand tot teruggeslagen zijn. De bottels hebben een lengte van 14–21 mm en een doorsnede van 7–12 mm. De bottelsteel is zeer variabel in lengte (7–20 mm), soms langer en soms korter dan de bottel. Het stijlkanaal heeft een doorsnede tot 1,3 mm.

## Ecologie
Rosa ×avrayensis komt vooral voor op matig vochtige tot droge, mesotrofe tot meso-eutrofe, basische gronden. Het gaat om standplaatsen in de volle zon of in de halfschaduw.

## Verspreiding
In Nederland is Rosa ×avrayensis zeer zeldzaam. De zwaartepunten van de Nederlandse verspreiding liggen in Zuid-Limburg en Zeeuws-Vlaanderen.